# Heesch
Heesch ist ein Ortsteil der Gemeinde Bernheze in der niederländischen Provinz Noord-Brabant.
Der Ort bildete bis 1994 eine selbstständige Gemeinde, bevor er mit Heeswijk-Dinther und Nistelrode zur Gemeinde Bernheze fusionierte.

## Politik

### Ehemaliger Gemeinderat
Bis zur Auflösung der Gemeinde ergab sich seit 1982 folgende Sitzverteilung:
| Partei                        | Sitze | Sitze | Sitze |
| Partei                        | 1982  | 1986  | 1990  |
| ----------------------------- | ----- | ----- | ----- |
| CDA                           | 6     | 6     | 5     |
| Rosmalen van de Rakt Politiek | 3     | 3     | 3     |
| SP                            | –     | 1     | 2     |
| Dorpsbelangen a               | 1     | 2     | 2     |
| PvdA                          | 2     | 2     | 2     |
| VVD                           | 1     | 1     | 1     |
| Gesamt                        | 13    | 15    | 15    |

Anmerkungen

## Persönlichkeiten
- Dave van der Burg (* 1993), BMX-Rennfahrer
- Vincent Janssen (* 1994), Fußballspieler